# Saurauia petelotii
Saurauia petelotii är en tvåhjärtbladig växtart som beskrevs av Elmer Drew Merrill. Saurauia petelotii ingår i släktet Saurauia och familjen Actinidiaceae. Inga underarter finns listade i Catalogue of Life.